# Ломянки
Ломя́нкі (пол. Łomianki) — місто в центральній Польщі, на річці Вісла.
Належить до Варшавського-Західного повіту Мазовецького воєводства.
Належить до Варшавської агломерації.

## Демографія
Демографічна структура станом на 31 березня 2011 року:
|          | Загалом | Допрацездатний вік | Працездатний вік | Постпрацездатний вік |
| -------- | ------- | ------------------ | ---------------- | -------------------- |
| Чоловіки | 7801    | 1665               | 5269             | 867                  |
| Жінки    | 8574    | 1569               | 5216             | 1789                 |
| Разом    | 16375   | 3234               | 10485            | 2656                 |